# San Bruno (California)
San Bruno es una ciudad en el condado de San Mateo, California, Estados Unidos. La población era de 42.825 habitantes en el censo de 2004. La ciudad está adyacente al Aeropuerto Internacional de San Francisco.

## Geografía
San Bruno está situado en 37°37 el ″ N, 122°25 ″ W (37.625288, –122.425266) del ′ 31 del ′ 31 GR1. La ciudad está situada entre South San Francisco y Millbrae, cerca del Aeropuerto Internacional de San Francisco y a unas 12 millas al sur del centro de San Francisco. Según la oficina del censo de Estados Unidos, la ciudad tiene un área total de 14.1 kilómetros de ² (²) de 5.5 millas. La ciudad se separa de las tierras bajas, sobre todo planas, cerca de la bahía de San Francisco, en las colinas de las montañas de Santa Cruz, que se levantan a más de 600 pies sobre el nivel del mar en Crestmoor, y a más de 700 pies sobre el nivel del mar en la esquina noroeste de la ciudad. La elevación de la ciudad de San Bruno es de 41 pies sobre el nivel del mar.
Las porciones de molinos parquean, Crestmoor, y Rollingwood son muy montañosos y ofrecen algunas barrancas y barrancos. Cala, muchos de ellos ahora en las alcantarillas, flujo a partir de los resortes en las colinas hacia la bahía de San Francisco. Apenas al oeste de horizonte el bulevar está el lago San Andrés, fuera de los límites de la ciudad, que dio su nombre a la famosa falla de San Andrés en 1895. El lago forma parte de la red de embalses del Departamento de Aguas de San Francisco.

## Clima
San Bruno goza de un clima mediterráneo suave caracterizado por veranos calientes, secos e inviernos frescos, mojados. 

## Demografía
A la fecha el censoGR2 del 2004, había 42.825 personas, 14.677 casas, y 9.921 familias que residían en la ciudad. La densidad demográfica era ² de los 2,840.3/km (² 7,353.6/mi). Había 14.980 unidades de cubierta en una densidad media del ² del 1,059.3/km (² 2,742.6/mi). La división racial de la ciudad era 37.65% blancos, 4.01% afroamericanos, 1.47% nativos americanos, 19.69% asiáticos, 3.88% isleños pacíficos, 11.82% de otras razas, y 8.48% a partir de dos o más razas. Hispanos o Latinos de cualquier raza era 44.12% de la población.

## Historia
San Bruno era la localización de la aldea Urebure de Ohlone. Fue explorada en 1769 por una expedición española conducida por Gaspar de Portolá. Más adelante, exploraciones más extensas de Bruno Hecate dieron lugar al nombramiento del canal de San Bruno después de San Bruno de Colonia, el fundador de una orden monástica medieval. Este canal dio al parecer más adelante su nombre a la comunidad.
En la madrugada del 4 de abril de 2018, una mujer entró a tiros en la sede de Youtube en Silicon Valley, dejando 4 heridos, para después suicidarse.